# UKS Orły Suwałki
UKS Orły Suwałki – polska męska drużyna unihokeja grająca w Suwałkach. Klub działa od 2000 roku. Trenerami na początku istnienia klubu byli A. Kaszkiel, W. Szlaużys i R. Twerdyk. Obecnie drużyna występuje rozgrywkach organizowanych przez Polski Związek Unihokeja.

## Sukcesy
Ekstraliga polska w unihokeju mężczyzn
- 3.miejsce( 1 x ): 2005/06

## Kalendarium
- Rok 2000
  - wrzesień – W klubie trenują dwie drużyny unihokeja – dzieci i młodzików, prowadzone przez R. Twerdyka, W. Szlaużysa i A. Kaszkiela. Ponadto trenuje czterech zawodników kategorii wiekowej senior: B. Pawłowski, M. Sowulewski, R. Perkowski, D. Bolesta, którzy wraz z trenerami Orłów reprezentują barwy zespołu I Ligi Unihokeja AZS-AWF Biała Podlaska. Zawodnicy trenują 3x1,5h tygodniowo
  - październik – drużyna młodzików podczas Eliminacji do Pucharu Polskiej Federacji Unihokeja-Floorball w Elblągu zajmuje 8 miejsce będąc najmłodszym zespołem turnieju. Najlepszym bramkarzem zostaje Dominik Kozak reprezentujący barwy Orłów.

- Rok 2001
  - 21 kwietnia – Rozegrane zostają I Otwarte Mistrzostwa Województwa Podlaskiego w Unihokeju pod Patronatem Prezydenta Miasta Suwałk. Drużyna młodzików zajmuje I miejsce.
  - letnie wakacje – Zawodnicy biorą udział w obozie sportowym w Orzyszu.
  - 6/7 października – W Suwałkach odbywa się Międzynarodowy Turniej Unihokeja o Puchar Prezesa UKS "Orły", kategoria seniorzy. W drużynie AZS-AWF Biała Podlaska występuje pięciu suwalczan. Turniej ma na celu popularyzację unihokeja w regionie.
  - 9 listopada – Mistrzostwa Powiatu Suwalskiego Szkół Podstawowych – chłopcy: I miejsce: Sp 11 I, II miejsce: SP 11 II – zawodnicy reprezentujący szkołę trenują w sekcji unihokeja UKS "Orły".
  - 16 listopada – Mistrzostwa Powiatu Suwalskiego Gimnazjów – chłopcy: I miejsce: Gimnazjum nr 5 – uczniowie zawodnikami UKS "Orły".
  - 27 listopada – Finał Grupy Północnej Szkół Podstawowych – chłopcy: II miejsce: SP 11.
  - 8 grudnia – Półfinał "B" Grupy Północnej w Unihokeju Szkół Podstawowych – chłopcy: I miejsce: SP 11.
  - 18 grudnia – Półfinał "A" Grupy Północnej w Unihokeju Gimnazjów – chłopcy: I miejsce: Gimnazjum nr 5.
  - Finale Wojewódzki w Unihokeju Gimnazjów – chłopcy: I miejsce: Gimnazjum nr 5.

- Rok 2002
  - 19 lutego – Międzynarodowy Turniej Unihokeja o Puchar Prezesa UKS "Orły".
  - 18/25 maja – Mistrzostwa Świata w Unihokeju Seniorów, Helsinki – w reprezentacji Polski grają: Andrzej Kaszkiel i Dariusz Bolesta na co dzień reprezentujący Barwy UKS "Orły Suwałki.
  - 24 maja – Suwalska Liga Unihokeja – chłopcy – I miejsce: Gimnazjum nr 5.
  - 7/9 czerwca – Finał Krajowy Gimnazjady w Unihokeju – chłopcy – II miejsce: Gimnazjum nr 5.

– Drużyna młodzików – bez powodzenia po raz drugi próbuje dostać się do turnieju finałowego Pucharu Polskiej Federacji Unihokeja.
- - Dominik Kozak – bramkarz UKS "Orły" zostaje powołany do Reprezentacji Polski Juniorów na mecze z Łotwą.

- Rok 2003
  - 8 marca – Towarzyski Turniej Unihokeja: Suwałki – Orzysz – zwycięstwa drużyn: dzieci, młodzików, seniorów UKS "Orły", która planuje start w II Lidze Unihokeja Seniorów.
  - 17 marca – Suwalska Liga Unihokeja gimnazjów, chłopcy, I miejsce: Gimnazjum nr 5.
  - 18 marca – Suwalska Liga Unihokeja Szkół Podstawowych, chłopcy, I miejsce: SP 11.
  - 15 kwietnia – III Otwarte Mistrzostwa Województwa Podlaskiego w Unihokeju Młodziczek – I miejsce: Gimnazjum nr 5.
  - 24 kwietnia – III Otwarte Mistrzostwa Województwa Podlaskiego w Unihokeju Młodzików – I miejsce: Gimnazjum nr 5.
  - 26/27 kwietnia – Półfinałowy Turniej Unihokeja Młodzików (Eliminacje do Finału MP Młodzików), Gdańsk – IV miejsce: UKS "Orły" – awansują trzy pierwsze zespoły.
  - 10/11 maja – Mistrzostwa II Ligi Unihokeja Seniorów, Suwałki – I miejsce: UKS "Orły".
  - 15 czerwca – Mistrzostwa II Ligi Unihokeja Seniorów, Opole – I miejsce: UKS "Orły" – awans do I Ligi Unihokeja Seniorów.
  - 6 września – Zgłoszenie drużyny do rozgrywek I Ligi Unihokeja Seniorów w sezonie 2003/2004.
- Rok 2008
  - 29/30 kwietnia – XIX i XX kolejka I Ligi Seniorów. Dwie porażki z AZS Politechniką Wrocławską i spadek Orłów do II Ligi.

- Rok 2014
  - 22/23 listopada - I miejsce drużyny Orły Suwałki Old Boys w Międzynarodowym Turnieju Suwałki florbalki.pl CUP 2014, drużyna Orły Suwałki Juniorzy zajęła 6 miejsce. Na tym turnieju oficjalnie karierę zawodnika zakończył Andrzej Kaszkiel, wieloletni gracz, a także trener i prezes Orłów.

- Rok 2016
  - 11-12 marca - VI miejsce drużyny Orły Suwałki Old Boys w Międzynarodowym Turnieju Suwałki florbalki.pl CUP 2014, drużyna Orły Suwałki Juniorzy zajęła VII miejsce.
  - 16-17 kwietnia - V miejsce drużyny Orły Suwałki w Międzynarodowym Turnieju Orzysz CUP 2016 w kategorii młodzików. Najlepszym zawodnikiem zespołu wybrany został Michał Wirkowski.